# Кольбушовский повет
Кольбушовский повет (пол. Powiat kolbuszowski) — повет (район) в Польше, входит как административная единица в Подкарпатское воеводство. Центр повета — город Кольбушова. Занимает площадь 773,93 км². Население — 62 579 человек (на 30 июня 2015 года).

## Административное деление
- города: Кольбушова
- городско-сельские гмины: Гмина Кольбушова
- сельские гмины: Гмина Цмоляс, Гмина Дзиковец, Гмина Майдан-Крулевски, Гмина Нивиска, Гмина Ранижув

## Демография
Население повета дано на 30 июня 2015 года.
| Перепись            | Всего  | Мужчины | Женщины |
| ------------------- | ------ | ------- | ------- |
| Всего               | 62 579 | 31 160  | 31 419  |
| Городское население | 9238   | 4464    | 4474    |
| Сельское население  | 53 341 | 26 696  | 26 645  |